# 黄武
黄武（こうぶ）は、呉の王孫権の治世に行われた元号。222年 - 229年。
黄武8年は4月に改元されて黄龍元年となった。
『建康実録』と走馬楼呉簡によると、呉は延康や魏の元号である黄初の正統性を認めず、建安が27年まで使われた。黄初と同じ「土徳」の王朝に基づいて制定された。

## 出来事
- 元年閏6月：夷陵の戦いで劉備を破る。
- 元年10月：魏の年号を改元し、黄武元年とする。
- 2年：四分暦を廃し乾象暦を施行。これにより他の二国と暦の不一致が発生（四分暦に対して朔日が約0.5日早まる）。

## 西暦・干支との対照表
| 黄武 | 元年  | 2年   | 3年   | 4年   | 5年   | 6年   | 7年   | 8年   |
| 西暦 | 222年 | 223年 | 224年 | 225年 | 226年 | 227年 | 228年 | 229年 |
| 干支 | 壬寅  | 癸卯  | 甲辰  | 乙巳  | 丙午  | 丁未  | 戊申  | 己酉  |

## 他元号との対照表
| 黄武 | 元年  | 2年          | 3年   | 4年   | 5年   | 6年    | 7年   | 8年   |
| 魏   | 黄初3 | 黄初4        | 黄初5 | 黄初6 | 黄初7 | 太和元 | 太和2 | 太和3 |
| 蜀   | 章武2 | 章武3 建興元 | 建興2 | 建興3 | 建興4 | 建興5  | 建興6 | 建興7 |